# Proechimys magdalenae
Proechimys magdalenae is een zoogdier uit de familie van de stekelratten (Echimyidae). De wetenschappelijke naam van de soort werd voor het eerst geldig gepubliceerd door Hershkovitz in 1948.

## Voorkomen
De soort komt voor in Colombia.